# Бенжамін Нюгрен
Бенжамін Нюгрен (швед. Benjamin Nygren, нар. 8 липня 2001, Гетеборг, Швеція) — шведський футболіст, форвард данського клубу «Норшелланн».

## Ігрова кар'єра

### Клубна
Бенжамін Нюгрен народився у місті Гетеборг і є вихованцем місцевого клубу ІФК «Гетеборг». З 2013 року Нюгрен займався футболом у школі «Гетеборга». 31 жовтня 2018 року у матчі проти столичного «Юргордена» Нюгрен зіграв свою першу гру  в Аллсвенскан.
Влітку 2019 року футболіст підписав контракт з бельгійським «Генком». Але в чемпіонаті Бельгії Нюгрен зіграв лише п'ять матчів і восени 2020 року на правах оренди він приєднався до нідерландського клубу «Геренвен».
30 січня 2022 року підписав контракт до кінця 2025 року з данським «Норшелланном».

### Збірна
З 2016 року Бенжаміна Нюгрена викликають до складу юнацьких збірних Швеції. У 2020 році він дебютував у матчах молодіжної збірної Швеції.

## Досягнення
«Генк»
- Переможець Суперкубка Бельгії: 2019